# Karl-Emil Schade

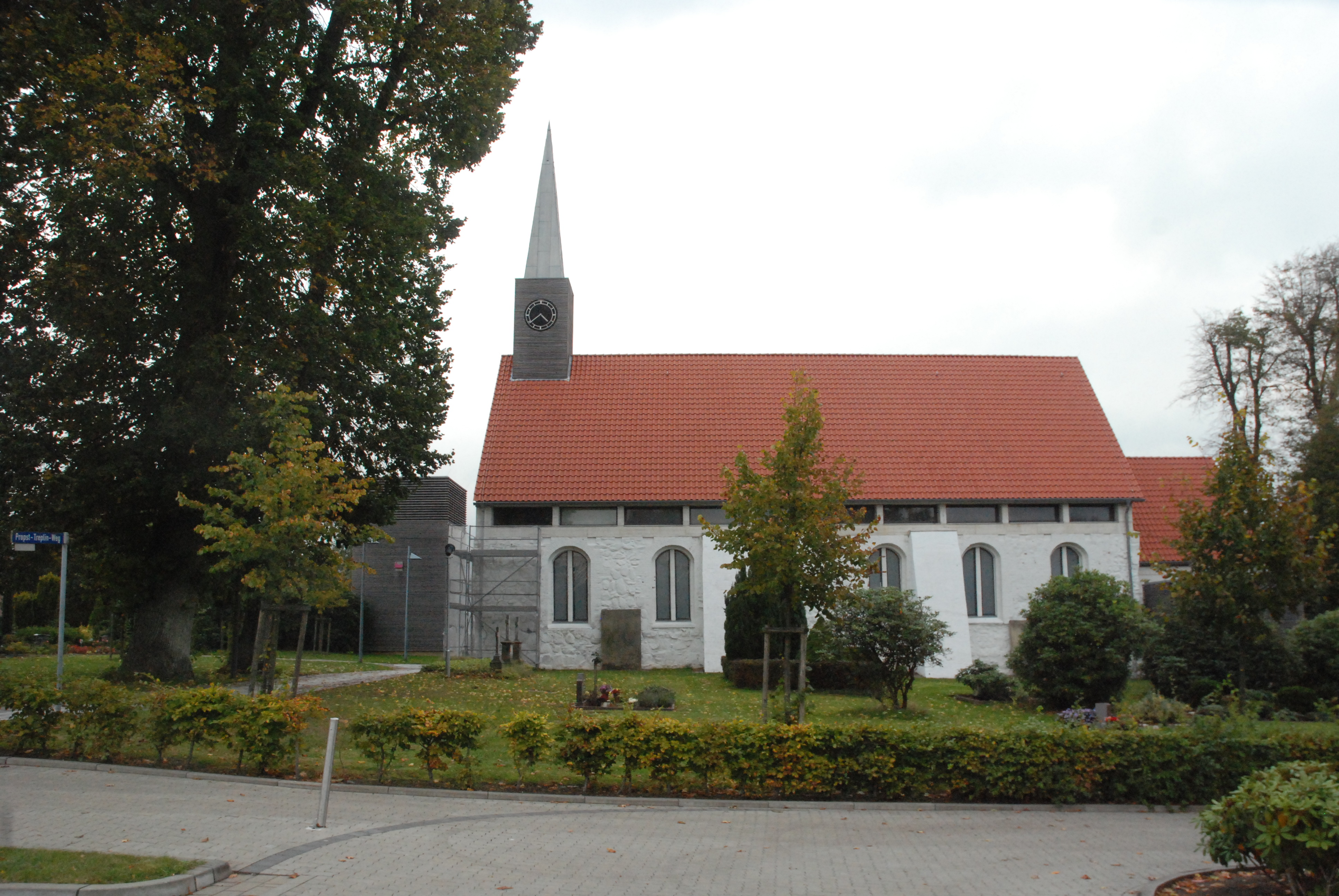
Kirche in Hademarschen

Karl-Emil Schade (* 5. Juli 1927 in Itzehoe; † 17. Dezember 2007 ebenda) war ein deutscher Pastor und Bibelübersetzer.

## Leben und Wirken
Karl-Emil Schade besuchte das Kaiser-Karl-Gymnasium in Itzehoe, nahm als Marineinfanterist am Zweiten Weltkrieg teil und geriet in Schwerin in amerikanische Kriegsgefangenschaft. Im Jahre 1947 legte er sein Abitur ab. Nach dem Studium der Theologie war er ab 1957 Pastor in Hanerau-Hademarschen, bis er sein Amt 1987 aus gesundheitlichen Gründen nach 30 Jahren aufgeben musste.
In über zehnjähriger Arbeit übersetzte Schade die gesamte Bibel aus dem Urtext in die niederdeutsche Sprache, speziell in holsteinisches Platt. Dafür wurde er 2003 mit dem Bundesverdienstkreuz am Bande geehrt. Die schleswig-holsteinischen Regionalgruppen im Verein Deutsche Sprache verliehen ihm für diese Leistung ihren Schleswig-Holsteinischen Sprachpreis 2006. Neben den Bibelübersetzungen verfasste Schade weitere Kirchenliteratur in holsteinischem Platt.
Schade war verheiratet mit Elke, geborene Harder (1931–2007). Auch nach dem Ausscheiden aus dem Dienst lebte er in Hanerau-Hademarschen und wurde ebenda beerdigt.

## Werke (Auswahl)
- Wat is de Minsch. Breklumer Verlag, Breklum 1979, ISBN 3-7793-0619-0.
- De Urgeschicht: 1.Mose 1-11. Breklumer Verlag, Breklum 1987, ISBN 3-7793-0626-3.
- Dat Ole Testament. Wachholtz Verlag, Neumünster 1995, ISBN 3-529-04958-1.
- De Apokryphen. Wachholtz Verlag, Neumünster 2001, ISBN 3-529-04960-3.
- Dat Niee Testament. Wachholtz Verlag, Neumünster 2003, ISBN 3-529-04961-1.
- De lütte Katechissen. Wachholtz Verlag, Neumünster 2005, ISBN 3-529-04962-X.